# Mel dos Açores
O Mel dos Açores DOP é um produto de origem portuguesa com Denominação de Origem Protegida pela União Europeia (UE) desde 21 de junho de 1996.

## Agrupamento gestor
O agrupamento gestor da denominação de origem protegida "Mel dos Açores" é a FRUTERCOOP - Cooperativa de Fruticultores da Ilha Terceira CRL.